# Onitama
Onitama ist ein strategisches Brettspiel für zwei Personen des japanischen Spieleautors Shimpei Sato, das 2014 zuerst in Japan bei dem Verlag conception und später international erschienen ist. In Deutschland wurde es von Pegasus Spiele im Jahr 2017 aufgelegt. Thematisch handelt es sich um einen Wettstreit von Meistern unterschiedlicher Kampfstile japanischer Kampfkunst.

## Ausstattung
Das Spiel Onitama besteht aus einem Spielbrett in Form einer gerollten Matte mit einem Spielfeld mit 5 mal 5 Feldern und jeweils einem Tempelfeld an der mittleren Position der eigenen Startreihe sowie zwei Figurensätzen bestehend aus je einer Meister- und vier Schülerfiguren. Hinzu kommen 16 Bewegungskarten, auf denen die Bewegungsmöglichkeiten der Figuren aufgezeigt werden.

## Spielweise
Zur Spielvorbereitung wird das Spielfeld zwischen die beiden Spieler platziert und jeder Spieler erhält einen Figurensatz bestehend aus einer Meister- und vier Schülerfiguren. Diese werden in der ersten Reihe vor dem jeweiligen Spieler nebeneinander aufgestellt, der Meister nimmt dabei die Position auf dem eigenen Tempelfeld in der Mitte ein. Die 16 Bewegungskarten werden gemischt und jeder Spieler erhält zwei der Karten, die er offen vor sich auslegt. Eine weitere Karte wird aufgedeckt neben das Spielfeld gelegt.
Der Startspieler wird über eine Farbmarkierung der zentral ausliegenden Karte bestimmt, diese wird rechts neben dem Spielplan vor diesem Spieler gelegt. Die beiden Spieler führen abwechselnd jeweils einen Zug durch, der aus zwei Schritten besteht („Bewegung des Körpers“ und „Bewegung des Geistes“).
Der aktive Spieler wählt eine seiner beiden Karten aus und bewegt eine seiner Figuren entsprechend der auf der Karte angegebenen Zugmöglichkeiten. Andere Figuren blockieren den Zug nicht, er darf jedoch nicht auf einem Feld mit einer eigenen Figur enden. Bewegt der Spieler seine Figur auf ein Feld mit einer gegnerischen Figur, wird diese geschlagen und aus dem Spiel genommen. Bei dem Spiel besteht Zugzwang und der Spieler muss einen Zug durchführen, wenn dies möglich ist. Danach nimmt der Spieler die Bewegungskarte, die er genutzt hat,  dreht sie um 180° und legt sie links neben das Spielfeld zu seinem Gegner. Danach legt er die rechts neben dem Plan liegende Bewegungskarte in die entstandene Lücke und kann sie im nächsten Zug benutzen. Konnte der Spieler keinen Zug durchführen, muss er trotzdem eine seiner Bewegungskarten weitergeben.
Das Spiel kann auf zwei Arten beendet werden. Der Spieler, dem es gelingt, den gegnerischen Lehrmeister zu schlagen, gewinnt das Spiel auf dem „Weg des Steines“ und der Spieler, dem es gelingt, den eigenen Lehrmeister auf das gegnerische Tempelfeld zu ziehen, gewinnt das Spiel auf dem „Weg der Strömung“.

## Entwicklung und Rezeption
Onitama wurde von dem japanischen Spieleautor Shimpei Sato entwickelt und 2014 in Japan bei conception veröffentlicht. 2016 erschien eine Version auf Englisch in einer neu gestalteten Fassung bei dem amerikanischen Verlag Arcane Wonders, 2017 und 2018 folgten Ausgaben auf Deutsch bei Pegasus Spiele, auf Französisch bei Igiari, auf Spanisch bei Maldito Games und auf Italienisch bei Raven Distribution.
Zu dem Spiel erschien 2016 ein Set aus zwei Zusatzkarten Phoenix and Turtle als Promo bei der kickstarter-Spendenaktion der Website The Dice Tower. 2017 erschien bei Arcane Wonders mit Sensei's Path eine erste offizielle Erweiterung bestehend aus 16 weiteren Bewegungskarten, die auch bei Pegasus auf Deutsch erschien, und The Dice Tower brachte zu seiner kickstarter-Kampagne das Promo Goat and Sheep heraus. 2018 veröffentlichte Arcane Wonders eine zweite Erweiterung mit dem Titel Way of the Wind, die das Spiel um eine neutrale Figur (Wind Spirit) mit eigenen Karten sowie zwei neuen Bewegungskarten erweitert.

## Belege
1. 1 2 3 4  Spielanleitung Onitama
2. 1 2  Versionen von Onitama in der Spieledatenbank BoardGameGeek (englisch); abgerufen am 4. September 2018.
3. ↑  Onitama: Phoenix and Turtle in der Spieledatenbank BoardGameGeek (englisch); abgerufen am 4. September 2018.
4. ↑  Onitama: Sensei's Path in der Spieledatenbank BoardGameGeek (englisch); abgerufen am 4. September 2018.
5. ↑  Onitama: Goat and Sheep in der Spieledatenbank BoardGameGeek (englisch); abgerufen am 4. September 2018.
6. ↑  Onitama: Way of the Wind in der Spieledatenbank BoardGameGeek (englisch); abgerufen am 4. September 2018.